# Alcithoe
Alcithoe és un gènere de mol·luscs gastròpodes marins de la família Volutidae. El gènere va ser descrit científicament primer per H. i A. Adams el 1853. El registre més antic es remunta a 56 milions d'anys enrere. El llarg màxim del cos era de 5,83 cm, i vivia en una profunditat d'entre 137 i 1015,5 metres, a una temperatura màxima de 14,34 °C.

## Llista d'espècies del gènere
Aquesta és una llista d'espècies pertanyent a aquest gènere.
- Alcithoe aillaudorum (Bouchet, Ph. & G.T. Poppe, 1988)
- Alcithoe albescens Bail & Limpus, 2005
- Alcithoe arabica (Gmelin, 1791)
- Alcithoe benthicola (Dell, 1963)
- Alcithoe colesae Bail & Limpus, 2005
- Alcithoe chathamensis (Dell, 1956)
- Alcithoe davegibbsi (Hart,1999)
- Alcithoe fissurata (Dell, 1963)
- Alcithoe flemingi Dell, 1978 photo
- Alcithoe fusus (Quoy i Gaimard, 1833)
- Alcithoe grahami (Powell, 1965)
- Alcithoe haurakiensis Dell, 1956
- Alcithoe hedleyi (Murdoch & Suter, 1906)
- Alcithoe jaculoides Powell, 1924 - synonym: Alcithoe calva Powell, 1928
- Alcithoe knoxi (Dell, 1956)
- Alcithoe larochei Marwick, 1926
- Alcithoe lutea (Watson, 1882)
- Alcithoe ostenfeldi (Iredale, 1937)
- Alcithoe pacifica
- Alcithoe pseudolutea
- Alcithoe seelyeorum Bail & Limpus, 2005
- Alcithoe smithi (Powell, 1950)
- Alcithoe tigrina Bail & Limpus, 2005
- Alcithoe triregensis Bail & Limpus, 2005
- Alcithoe wilsonae (Powell, 1933)